# Mary Arden (actrice)
Pour les articles homonymes, voir Mary Arden et Arden.
 (mars 2018).
Si vous disposez d'ouvrages ou d'articles de référence ou si vous connaissez des sites web de qualité traitant du thème abordé ici, merci de compléter l'article en donnant les références utiles à sa vérifiabilité et en les liant à la section « Notes et références ».
Mary Arden, née le 30 juillet 1933 à Saint-Louis dans le Missouri et morte le 9 juin 2014 à New York dans l'état de New York, est une actrice et mannequin américaine qui a fait carrière en Italie.

## Biographie
Elle naît à Saint-Louis dans le Missouri en 1933 et grandit à New York. Dans les années 1950 et 1960, elle travaille comme mannequin en Europe ou elle collabore notamment avec les couturiers Yves Saint Laurent, Christian Dior, Valentino et Karl Lagerfeld et pose pour divers magazines de modes comme Vogue, Harper's Bazaar, Glamour, Mademoiselle, Bellezza, Novita ou Cosi. 
En 1963, elle commence une carrière d'actrice en Italie en jouant aux côtés de Daniela Rocca, Walter Chiari, Philippe Leroy et Tomás Milián dans la comédie L'attico de Gianni Puccini.
Entre 1964 et 1967, elle apparaît dans neuf films italiens. Elle donne notamment la réplique à Eva Bartok, Cameron Mitchell, Lea Krüger et Thomas Reiner dans le thriller Six Femmes pour l'assassin ( Sei donne per l'assassino) de Mario Bava, joue aux côtés d'Alan Steel, Ivano Staccioli et Giovanna Galletti dans le giallo A... come assassino d'Angelo Dorigo et partage l'affiche du film d'aventures Kriminal d'Umberto Lenzi avec Glenn Saxson, Helga Liné, Andrea Bosic, Ivano Staccioli et Esmeralda Ruspoli. Elle tourne également pour Lucio Fulci, Michele Lupo et Giorgio Simonelli et obtient un rôle de figuration dans la comédie fantastique Juliette des esprits (Giulietta degli spiriti) de Federico Fellini.
Au début des années 1970, elle rentre aux États-Unis. Elle apparaît brièvement dans un western mexicain d'Alberto Mariscal et dans le drame Femmes de médecins (Doctors' Wives) de George Schaefer, avant de mettre fin à sa carrière. Elle exerce par la suite divers métiers en relation avec le domaine de la mode et des cosmétiques. Elle travaille ainsi comme directrice marketing en Amérique latine et aux caraïbes pour la société de cosmétiques Helena Rubinstein et comme chroniqueuse de mode pour des chaînes de télévision à Los Angeles et au Mexique. Elle retourne ensuite à New York ou elle fonde sa propre société qui se spécialise dans la communication, le marketing et le conseil pour les entreprises du secteur de la mode et des cosmétiques. Elle apparaît également comme consultante en communication à la télévision américaine et enseigne la communication d'entreprise à la Steinhardt School of Culture, Education and Human Development de l'université de New York.
En 2012, elle effectue un éphémère retour au cinéma dans le film d'horreur Bloody Christmas de Michael Shershenovich.
Marié à l'acteur et romancier américain Arthur Hansel, elle décède à New York en 2014 à l'âge de 81 ans. 

## Filmographie

### Au cinéma
- 1963 : L'Appartement du dernier étage (L'attico) de Gianni Puccini
- 1964 : Six Femmes pour l'assassin (Sei donne per l'assassino) de Mario Bava
- 1964 : Les Maniaques (I maniaci) de Lucio Fulci
- 1964 : Les Deux Évadés de Sing-Sing (I due evasi di Sing Sing) de Lucio Fulci
- 1964 : La Vengeance de Spartacus de Michele Lupo
- 1964 : 002 Agents secrets ((00-2 agenti segretissimi) de Lucio Fulci
- 1965 : Juliette des esprits (Giulietta degli spiriti) de Federico Fellini
- 1966 : A... come assassino d'Angelo Dorigo
- 1966 : Kriminal d'Umberto Lenzi
- 1966 : Les Deux Sans-culottes (I due sanculotti) de Giorgio Simonelli
- 1967 : Coup de maître au service de sa majesté britannique (Colpo maestro al servizio di Sua Maestà britannica) de Michele Lupo
- 1971 : Femmes de médecins (Doctors' Wives) de George Schaefer
- 1971 : Los marcados (es) d'Alberto Mariscal
- 2012 : Bloody Christmas de Michael Shershenovich

## Source
- (en) Harris M. Lentz, Obituaries in the Performing Arts, 2014, Jefferson, McFarland, 2015, 396 p. (ISBN 978-0-7864-7666-4), p. 11.